# Tiro com arco nos Jogos Pan-Americanos de 1987
As competições de tiro com arco nos Jogos Pan-Americanos de 1987 foram realizadas em Indianápolis, Estados Unidos. Esta foi a terceira edição do esporte nos Jogos Pan-Americanos. A sede das competições foi o Parque Eagle Creek. Assim como nos Jogos Olímpicos, as competições ocorreram apenas com arco recurvo. 

## Eventos
| Evento                       | Ouro                | Prata              | Bronze             |
| ---------------------------- | ------------------- | ------------------ | ------------------ |
| Individual masculino detalhe | Jay Barrs (USA)     | Denis Canuel (CAN) | Darrell Pace (USA) |
| Individual feminino detalhe  | Denise Parker (USA) | Trena King (USA)   | Eva Bueno (CUB)    |
| Equipes masculinas detalhe   | USA Estados Unidos  | MEX México         | CAN Canadá         |
| Equipes femininas detalhe    | USA Estados Unidos  | MEX México         | CUB Cuba           |

## Quadro de medalhas
| Posição | Nação              |   |   |   | Total |
| ------- | ------------------ | - | - | - | ----- |
| 1       | USA Estados Unidos | 4 | 1 | 1 | 6     |
| 2       | MEX México         | 0 | 2 | 0 | 2     |
| 3       | CAN Canadá         | 0 | 1 | 0 | 1     |
| 4       | CUB Cuba           | 0 | 0 | 2 | 2     |
| Total   | Total              | 4 | 4 | 4 | 12    |